# Marie-Aude Murail
Marie-Aude Murail (ur. 6 maja 1954 w Hawrze) – francuska pisarka, autorka książek dla dzieci i młodzieży.

## Życiorys
Urodziła się w Hawrze, w rodzinie poety i dziennikarki. Studiowała literaturę na Sorbonie, doktoryzowała się na podstawie pracy dotyczącej adaptacji kanonu literackiego dla młodych czytelników.
Zadebiutowała w 1985 roku powieścią dla dorosłych odbiorców, a dwa lata później ukazała się jej pierwsza publikacja dla dzieci, powieść Mystère. Twórczość Murail dotyka różnych tematów społecznych, w tym zagadnień, które wcześniej uważano za tabu we francuskiej literaturze młodzieżowej. Napisała przeszło dziewięćdziesiąt książek dla dzieci i dorosłych czytelników, które przełożono na ponad 27 języków.
Laureatka wielu francuskich nagród literackich, w 2022 otrzymała Nagrodę im. Hansa Christiana Andersena przyznawaną przez Międzynarodową Izbę ds. Książek dla Młodych (IBBY). Odznaczona Orderem Narodowym Legii Honorowej klasy V (2004) i IV (2017).
Po polsku ukazała się jej powieść dla młodzieży Bystrzak (fr.: Simple) wydana w 2018 roku przez Wydawnictwo Dwie Siostry, w tłumaczeniu Bożeny Sęk.